# ماو شاتونغ
ماو شاتونغ هي ممثلة صينية ولدت في 16 فبراير 1988.

## وصلات خارجية
- ماو شاتونغ على موقع IMDb (الإنجليزية)
- ماو شاتونغ على موقع قاعدة بيانات الفيلم (الإنجليزية)